# Polskie Stowarzyszenie Budownictwa Ekologicznego
Polskie Stowarzyszenie Budownictwa Ekologicznego (ang. Polish Green Building Council, w skrócie PLGBC) – polska organizacja pozarządowa typu non-profit (nr KRS 0000317576) zrzeszająca podmioty z dziedziny budownictwa i gospodarki nieruchomościami, mająca na celu propagowanie w tych dziedzinach działania na zasadach zrównoważonego rozwoju. PLGBC jest członkiem światowej federacji World Green Building Council jako jej polski oddział.

## Cele i działalność
Założycielami stowarzyszenia są Agnes Vorbrodt i Rafał Schurma, architekci działający w Polsce i w Stanach Zjednoczonych, wykładowcy Uniwersytetu Harvarda. Stowarzyszenie powstało jesienią 2006, zaś osobowość prawną uzyskało wraz z rejestracją 13 listopada 2008. Siedzibą stowarzyszenia są Gliwice.
16 października 2009 PLGBC zorganizowało w Krakowie pierwsze w Polsce sympozjum poświęcone ekologicznemu budownictwu oraz certyfikacji ekologicznej budynków, w którym obok przedsiębiorstw założycielskich wzięli udział prelegenci z gremiów kierowniczych podobnych organizacji w Europie Zachodniej i Ameryce Północnej. Od tego czasu rokrocznie organizowane są konferencje szerzące ideę i wiedzę o zielonym budownictwie
PLGBC stawia sobie za cel szerokie rozpropagowanie i wdrożenie metod budownictwa ekologicznego w polskim budownictwie, które pozwalają również na osiągnięcie realnych korzyści ekonomicznych. Dla osiągnięcia tego celu prowadzi szeroko pojętą działalność edukacyjną i wspiera kontakty między różnymi podmiotami branży (np. architekci, firmy budowlane, producenci materiałów, developerzy, środowiska akademickie oraz jednostki rządowe i samorządu terytorialnego), tak aby zintensyfikować wymianę idei oraz rozpowszechnić dostęp do wiedzy i technologii. Do zadań PLGBC zalicza się zapewnienie przywództwa, przyczynianie się do wzrostu świadomości, dostarczanie informacji i ułatwianie dostępu do wiedzy dotyczącej green building oraz wzmocnienie fundamentów budownictwa ekologicznego w Polsce. PLGBC jest orędownikiem stworzenia ekologicznie zorientowanej polityki budowlanej, łącząc głosy profesjonalistów, organizacji oraz firm zainteresowanych zrównoważonym rozwojem. Do stowarzyszenia mogą wstępować zarówno wyżej wymienione organizacje z szeroko pojętego sektora budownictwa, jak i osoby prywatne - profesjonaliści branży budowlanej.